# Del Rey Oaks
Del Rey Oaks, fundada en 1953, es una ciudad ubicada en el condado de Monterrey en el estado estadounidense de California. En el año 2000 tenía una población de 1,650 habitantes y una densidad poblacional de 1,269.2 personas por km².

## Geografía
Del Rey Oaks se encuentra ubicada en las coordenadas {36°35′36″N 121°50′06″O / 36.59333, -121.83500. Según la Oficina del Censo, la ciudad tiene un área total de 1,3 km² (0,5 mi²), de la cual 1,3 km² (0,5 mi²) es tierra y 0 km² (0 mi²) (0%) es agua.

## Demografía
Según la Oficina del Censo en 2000 los ingresos medios por hogar en la localidad eran de $59,423, y los ingresos medios por familia eran $70,119. Los hombres tenían unos ingresos medios de $48,977 frente a los $35,500 para las mujeres. La renta per cápita para la localidad era de $30,035. Alrededor del 5.0% de la población estaban por debajo del umbral de pobreza.